# 和光北インターチェンジ
和光北インターチェンジ（わこうきたインターチェンジ）は、埼玉県和光市新倉にある、東京外環自動車道のインターチェンジ。新倉PAが併設されているが、ICからPAに入ること、およびPAからICに出ることはできない。
松ノ木島交差点の東側に三郷方面（外回り）の入口、大泉方面（内回り）の出口が、西側に三郷方面（外回り）の出口、大泉方面（内回り）の入口がある。本ICを境に、大泉方面は片側3車線、三郷方面は片側2車線となる。
松ノ木島交差点は国道298号の起点となっており、ここから東側は東京外環自動車道と国道298号が並行している。
1992年に東京外環自動車道が開通した時はまだ作られておらず、1994年、大泉ICまで開通した日と同時に供用開始した。

## 歴史
- 1994年（平成6年）3月30日 - 供用開始。

## 道路
- C3 東京外環自動車道（52番）

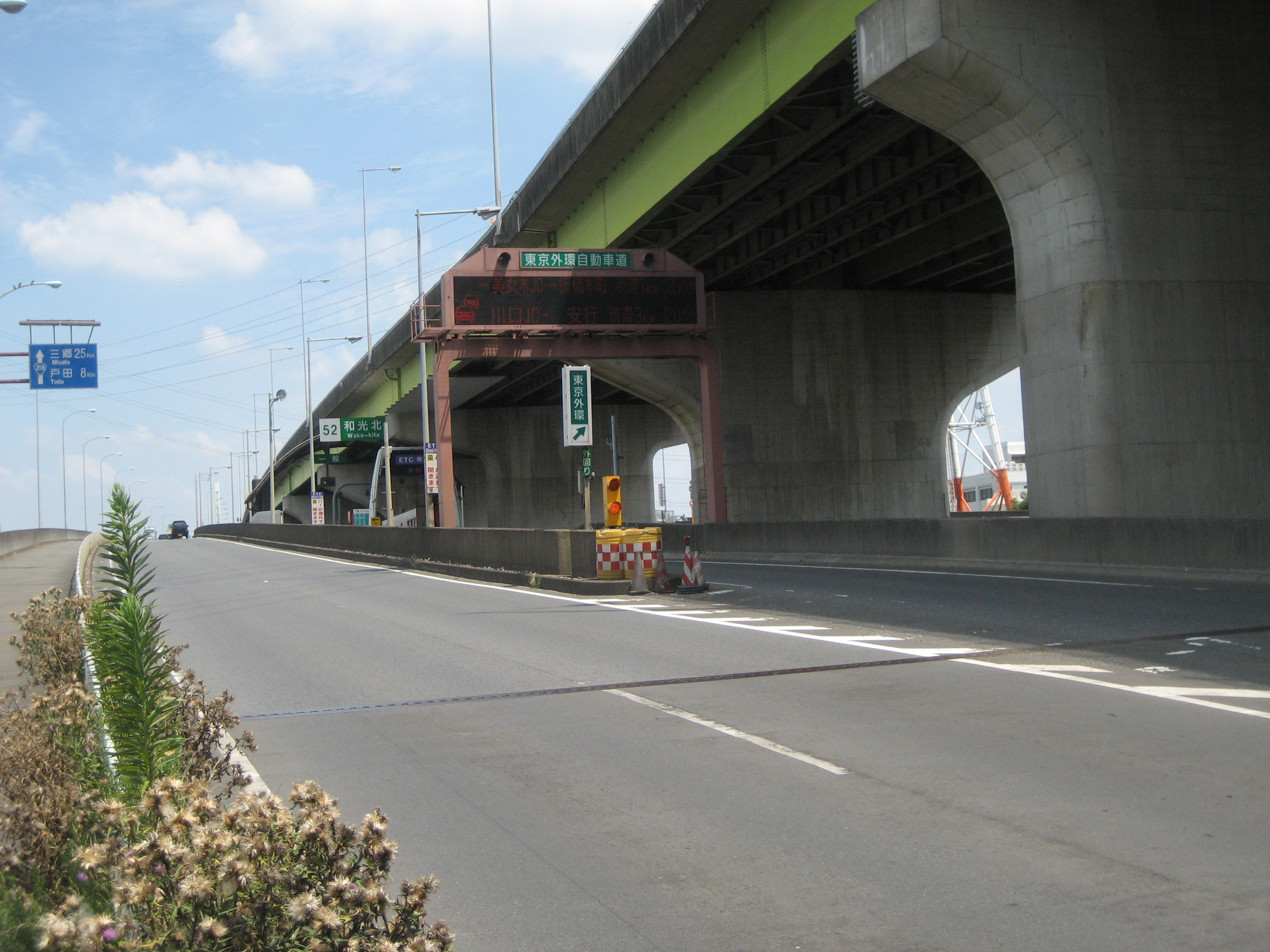
外回り入口付近
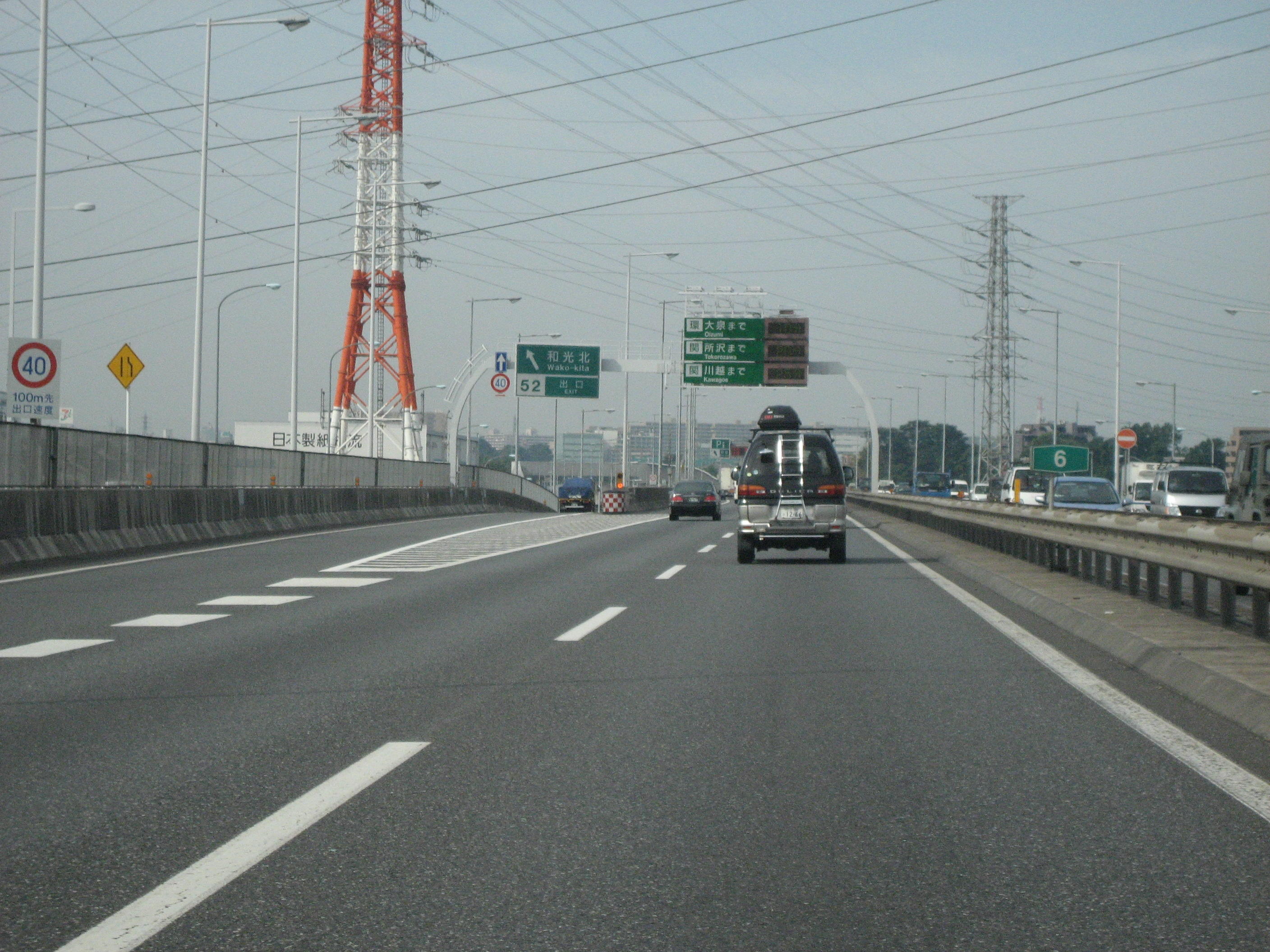
内回り出口付近

## 接続する道路
- 国道298号
- 国道254号（和光富士見バイパス：計画）

## 周辺
- 荒川
- 彩湖
- 白子川
- 埼玉県新河岸川水循環センター
  - 埼玉県下水道公社新河岸川処理センター
- 朝霞調整池
- 東京北部郵便局（一般窓口は無いので注意）
- 埼玉県立和光高等学校

## 料金所

### 大泉方面
- レーン数：2
  - ETC専用：1
  - 一般・ETC：1

### 川口方面
- レーン数：2
  - ETC専用：1
  - 一般・ETC：1

## 隣
C3 東京外環自動車道
(51)和光IC - (52)和光北IC/新倉PA - (53)戸田西IC